# Lunaspis
Lunaspis è un genere estinto di pesce placoderma che viveva in ambienti marini poco profondi all'epoca del Devoniano inferiore. I suoi fossili sono stati rinvenuti in Germania, Cina e Australia.
Come molti altri pesci petalittidi, i Lunaspis erano piatti, avevano spine pettorali allungate e un'armatura toracica. La coda era lunga e sottile e assomigliava ad una frusta, un po' come le razze odierni.